# Наумов, Владимир Михайлович
Влади́мир Миха́йлович Нау́мов (род. 8 апреля 1973) — российский педофил, насильник-рецидивист и убийца. Совершил изнасилования трёх девочек, одно из них закончилось убийством. В 2010 году был приговорён к пожизненному лишению свободы.

## Биография

### Преступления
В 1992 году Владимир Наумов был осуждён на 15 лет за изнасилование 8-летней девочки. Позже за примерное поведение ему сократили срок до 12 лет (вышел на свободу в 2004 году). После тюрьмы женился и устроился на работу.
В 2006 году Наумов совершил новое преступление — встретил на улице 6-летнюю девочку и под предлогом «показать зверюшку», завёл её в гаражный массив и изнасиловал. После этого он не стал её убивать, купил ей шоколад и отправил на автобусе домой, при этом оплатив проезд.
19 марта 2007 года Наумов заманил 5-летнюю Полину Малькову к себе домой, изнасиловал и убил жестоким образом, после чего увёз тело за город на машине. Заметив пропажу дочери, её родители обратились в милицию. Позже Полину объявили в федеральный розыск. Несколько свидетелей утверждали, что видели Полину с незнакомым человеком. Следствие не исключало возможность того, что девочка могла стать жертвой педофила. Милиция начала проверять всех в районе, кто был осуждён за половые преступления, особенно совершённые в отношении несовершеннолетних. В домах подозреваемых проводили обыск, опрашивали их родственников и знакомых. Проверяли и Наумова, но в его квартире никаких улик не нашли. Его жена подтвердила его алиби, сказав, что они вместе были дома. Наумова отпустили.
Спустя 10 дней (29 марта 2007 года) играющие на пустыре дети обнаружили тело Полины. Экспертиза показала, что девочка была изнасилована и задушена. В апреле этого же года началась проверка. У всех подозреваемых брали образцы крови и семенной жидкости и сравнивали их с теми, что остались на разорванных колготках девочки. Проверка заняла около года и наконец, один образец совпал — им оказался генетический материал Наумова.

### Арест, следствие и суд
24 марта 2008 года Владимир Наумов был арестован. Почти сразу он признался не только в изнасиловании и убийстве Полины Мальковой, но и в преступлении, совершённом в 2006 году, хотя в числе подозреваемых по тому эпизоду он не числился. 6 ноября 2009 года прокурор края утвердил обвинительное заключение и направил уголовное дело в отношении Владимира Наумова в Красноярский краевой суд. Наумову инкриминировали насильственные действия сексуального характера и изнасилование малолетних, а также 1 убийство, сопряжённое с изнасилованием и насильственными действиями сексуального характера.
Судебная экспертиза признала Наумова вменяемым и отдающим отчёт в своих действиях. Дело было передано в суд. После этого убийца стал отрицать своё причастие к преступлениям и потребовал, чтобы его дело рассматривал суд присяжных. На суде он старался придать себе интеллигентный вид, надевал очки, говорил, что все улики сфабрикованы и сам он является жертвой халатного отношения следователей к данному уголовному делу. Однако, когда суд допросил его жену, и та сообщила, что в тот день она не была дома и ей неизвестно, чем занимался муж, поведение убийцы сразу изменилось. Присяжные признали Наумова виновным по всем пунктам обвинения.
24 мая 2010 года Красноярский краевой суд признал Владимира Наумова виновным в изнасиловании и убийстве Полины Мальковой, в изнасиловании ещё одной девочки и приговорил к пожизненному лишению свободы.

### В заключении
Владимир Наумов был отправлен отбывать наказание в колонию особого режима «Чёрный дельфин». В 2012 году он сказал посещавшим его в колонии журналистам:
Всё, что мне приписывают, совершил не я. Знаю, что преступник на свободе и до сих пор совершает преступления. Моя совесть перед Богом чиста. Я бы хотел начать жизнь сначала, то есть с момента моего первого освобождения в 2004 году. Тогда у меня всё было хорошо. И ещё хочу, чтобы мама была жива. Больше у меня нет желаний.

## В массовой культуре
- Документальный фильм «Генотип зверя» из цикла «Криминальные хроники» (2011)